# Lune co-orbitale

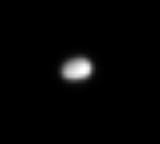
Pollux, satellite troyen de Dioné.

Une lune co-orbitale ou un satellite co-orbital est un satellite naturel d'une planète orbitant sur une même orbite qu'une autre lune de ladite planète.
Un cas particulier de satellite co-orbital est celui des satellites troyens, situés aux alentours des points de Lagrange L4 et L5 du système planète-lune, le satellite « central » étant au passage bien plus gros que ses troyens, tout du moins en l'état actuel de nos connaissances (comme les planètes sont plus grosses que les astéroïdes troyens se trouvant sur leur orbite). 
Plusieurs exemples sont connus actuellement dans le Système solaire, tous situés dans le système de Saturne :
- Janus et Épiméthée, « simples » co-orbitaux.
- Télesto (L4) et Calypso (L5), satellites troyens sur l'orbite de Téthys.
- Hélène (L4) et Pollux (L5), satellites troyens sur l'orbite de Dioné.